# Witzhave
Witzhave är en kommun och ort i Kreis Stormarn i förbundslandet Schleswig-Holstein i Tyskland.
Kommunen ingår i kommunalförbundet Amt Trittau tillsammans med ytterligare nio kommuner.